# 후세인 사가르

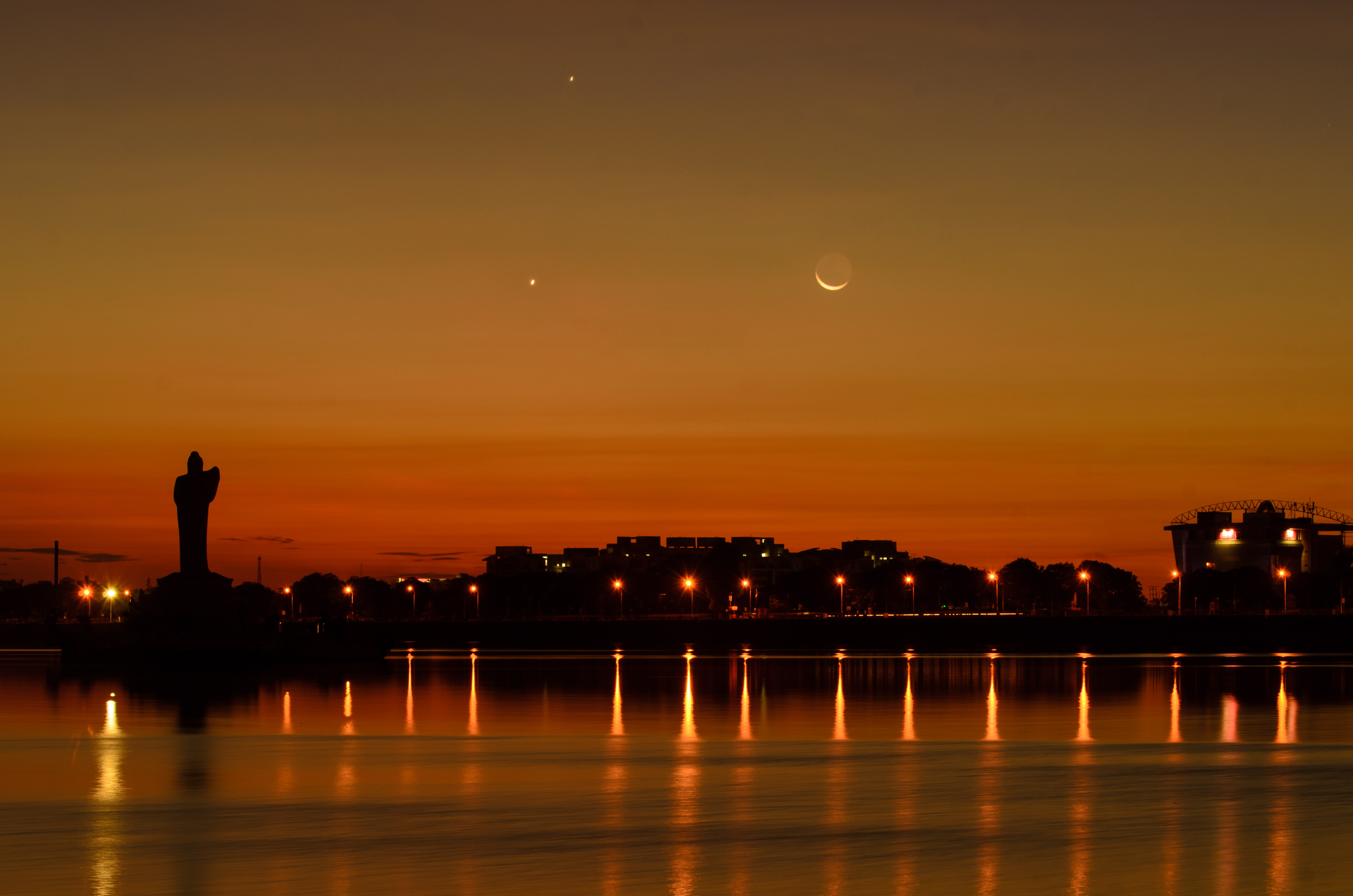
후세인 사가르

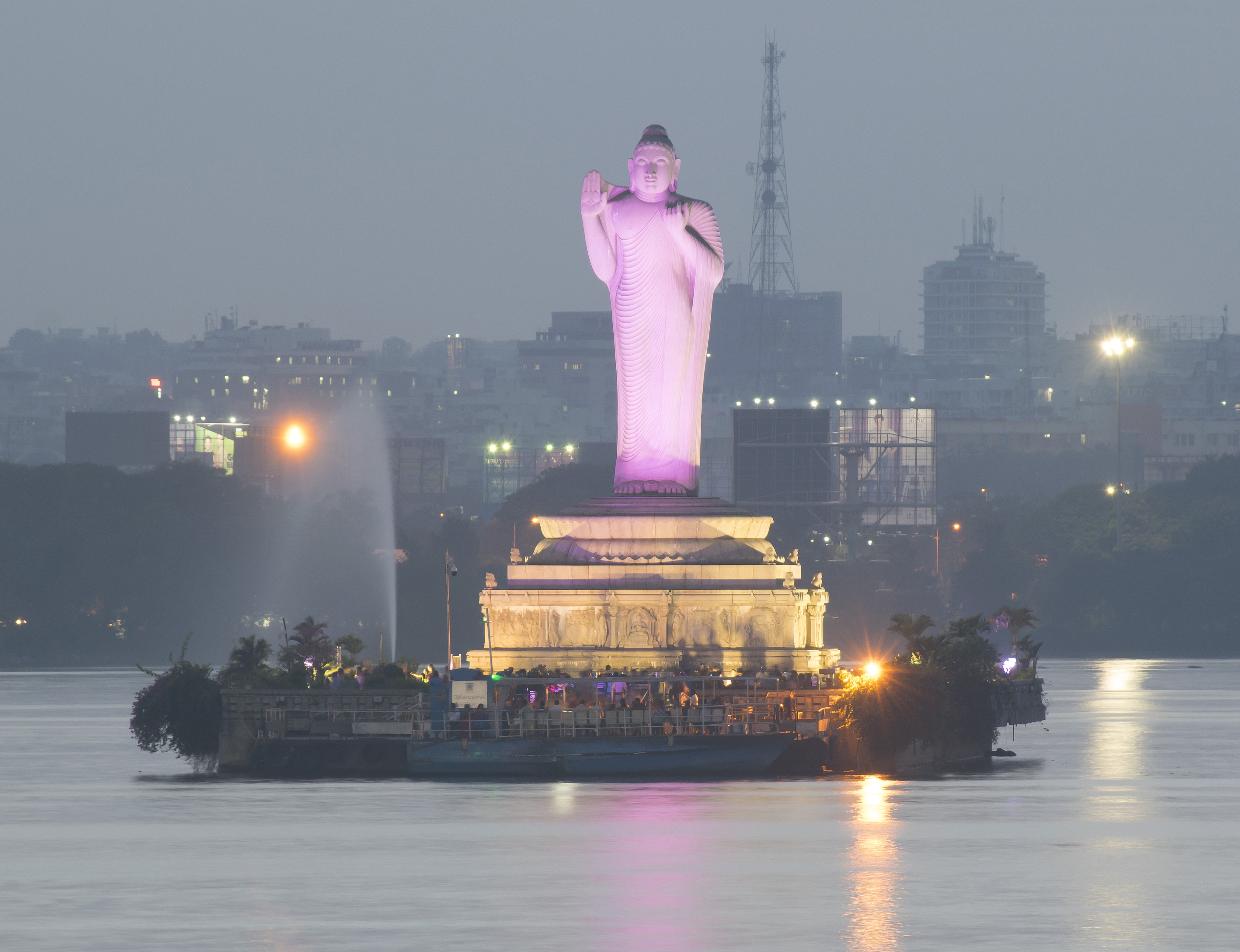
후세인 사가르의 석가모니상

후세인 사가르(텔루구어: హుసేన్ సాగర్)는 인도 텔랑가나 주 하이데라바드에 있는 인공 호수로, 무시 강 지류에 건설된 제방에 의해 생겼다. 하이데라바드와 세쿤데라바드 사이에 위치한다. 호수 중간에 있는 지브롤터 록에는 1992년에 세워진 석가모니상이 있다.